# VK Kachtem
VK Kachtem was een Belgische voetbalclub uit Kachtem, een deelgemeente van Izegem. De club was aangesloten bij de KBVB met stamnummer 8095 en had geel-blauw als kleuren. Kachtem speelde al zijn hele geschiedenis in de provinciale reeksen. De eerste ploeg speelde in de lagere nationale afdelingen; daarnaast had de club nog een aantal jeugdploegen in competitie.

## Geschiedenis
In 1971 werd in Kachtem een fabrieksploeg opgericht bij de firma Demets, onder impuls van toenmalig directeur Karlos Defrancq. De ploeg heette DEKA, wat stond voor Demets Kachtem, en speelde in geel-blauw, toen de interieurkleuren van de firma. Men trad aan in een Roeselaarse liefhebberscompetitie.
Er was in die tijd geen voetbalclub uit Kachtem aangesloten bij de KBVB, dus sloot men zich in 1975 bij de Voetbalbond aan als VK Kachtem. In 1975/76 speelde men nog niet met een eerste ploeg; enkel een ploeg knapen was ingeschreven. Vanaf 1976/77 ging men met een eerste elftal van start in de laagste provinciale reeks, Vierde Provinciale. De spelers waren hoofdzakelijk overgekomen van de vroegere liefhebbersploeg. Karlos Defrancq werd de eerste trainer. Later zou hij voorzitter worden, tot 1998.
In 1985/86 promoveerde Kachtem voor het eerst in zijn geschiedenis. Na een testmatch steeg de club zo voor het eerst naar Derde Provinciale. In 1990/91 slaagde men er daar zelfs in kampioen te worden, en zo stootte men door naar Tweede Provinciale.
Kachtem bleef daar vijf seizoenen spelen, tot men in 1996 echter opnieuw degradeerde. Rond de millenniumwisseling ging Kachtem wat op en neer. Zo won de ploeg in 1998 de eindronde na winst tegen SK Tielt, en promoveerde zo opnieuw naar Tweede. Dit verblijf duurde slechts een jaar, en Kachtem zakte weer. Ook in 2001 promoveerde Kachtem dankzij de eindronde naar Tweede, maar in 2003 werd men allerlaatste en moest de club alweer zakken naar Derde. In 2008 zakte de club terug naar Vierde Provinciale.
In het seizoen 2009-2010 streed VK Kachtem lang mee voor de titel. Uiteindelijk werden de geel-blauwen derde, na Desselgem en Moen. In de eindronde ging VKK er uit in de eerste ronde, na verlies tegen Bellegem.
In 2012 werd de fusie met SV Izegem afgesloten. De nieuwe ploeg ging aan de slag vanaf seizoen 2012/13 als VV Emelgem-Kachtem, met stamnummer 7937 van SV Izegem.
Sindsdien pendelde de club tussen derde en tweede provinciale, en komt in seizoen 2023/24 uit in 3e Provinciale C. 